# James McEachern
James McEachern (James Marshall McEachern; * 2. Juni 1881 in Georgetown, Prince Edward Island; † 26. April 1969 in San Francisco) war ein US-amerikanischer Hammerwerfer kanadischer Herkunft.
Bei den Olympischen Spielen wurde er 1920 in Antwerpen Achter im Hammerwurf und Zehnter im Gewichtwurf. 1924 in Paris wurde er Sechster im Hammerwurf.
Seine persönliche Bestleistung von 51,46 m stellte er am 14. Mai 1921 in Berkeley auf.